# Strike Commando 2
Strike Commando 2 (Trappola diabolica) es una película italiano del año 1988 y la secuela de la afamada película Strike Commando (1987). Dirigida por Bruno Mattei.

## Reparto
- Brent Huff: Sargento Michael Ransom
- Richard Harris: Mayor Vic Jenkins
- Mel Davidson: Capitán Sved "Kramet" Komisky
- Mary Stavin: Rosanna Boom
- Vic Diaz: Huan To
- Ottaviano Dell'Acqua: Jimmy
- Massimo Vanni: Kelly Sellers

- Datos: Q25947